# Хёг, Каспер
Каспер Ваарц Тенза Хёг (дат. Kasper Waarts Thenza Høgh; род. 6 декабря 2000, Раннерс, Дания) — датский футболист, нападающий норвежского клуба «Будё-Глимт».

## Клубная карьера

### «Раннерс»
В декабре 2017 года Хёг подписал новый контракт с «Раннерс», продлив его до 2020 года. Дебют Хёга за основный состав команды состоялся 4 апреля 2018 года, когда он был велючён в состав на матч против «Силькеборга» в Кубке Дании.
В национальном чемпионате Хёг дебютировал за «Раннерс» 15 апреля 2018 года. Он начал на скамейке запасных, но на 80-й минуте матча заменил Микаэля Бомана в проигрышном матче против «Оденсе» (0:3).. Он сыграл ещё одну игру за первую команду в том сезоне. Хёг забил впечатляющие 23 гола в 21 игре за молодёжную команду в том сезоне.
В сезоне 2018/2019 он забил 14 голов в 9 играх за молодёжную команду в первой половине года. Хёг все больше привлекался до основного состава, сыграв две игры, выходя на замену, и просидев на скамейке запасных в четырёх играх в первой половине сезона.
19 марта 2019 года Хёг подписал долгосрочный контракт с «Раннерс». Он должен был быть переведён в основную команду на постоянной основе с сезона 2019/2020. После травмы клуб 29 июля 2020 года решил отдать Хёга в аренду исландскому клубу «Валюр» на оставшуюся часть 2020 года, чтобы тот набрал игровую форму.

### «Хобро»
18 июня 2021 года Хёг подписал трёхлетний контракт с датской командой «Хобро». Всего он сыграл в общей сложности 12 матчей за клуб, забив 4 гола.

### «Ольборг»
14 января 2022 года стало известно, что Хёг отправился на Мальту на тренировочный сбор с «Ольборгом». Через неделю был подтверждён переход Хёга в датскую команду, контракт с которой подписал до июня 2026 года. Хёг дебютировал за «Ольборг» 20 февраля в победном матче против «Мидтьюлланна» (2:0), в котором также отметился забитым голом.

### «Стабек»
18 января 2023 года Хёг присоединился к норвежскому клубу «Стабек» на основе годовой аренды с правом выкупа. 2 июля 2023 года, забив 8 голов в 14 играх, «Стабек» подтвердил, что клуб немедленно воспользовался правом выкупа Хёга.

### «Будё-Глимт»
2 октября 2023 года было подтверждено, что Хёг подписал предварительный контракт с «Будё-Глимт», который вступит в силу с января 2024 года.

## Клубная статистика
| Клуб           | Сезон      | Лига                  | Лига  | Лига | Кубок | Кубок | Европа | Европа | Итог  | Итог |
| Клуб           | Сезон      | Дивизион              | Матчи | Голы | Матчи | Голы  | Матчи  | Голы   | Матчи | Голы |
| -------------- | ---------- | --------------------- | ----- | ---- | ----- | ----- | ------ | ------ | ----- | ---- |
| Раннерс        | 2017/18    | Датская Суперлига     | 2     | 0    | 0     | 0     | –      | –      | 2     | 0    |
| Раннерс        | 2018/19    | Датская Суперлига     | 2     | 0    | 0     | 0     | –      | –      | 2     | 0    |
| Раннерс        | 2019/20    | Датская Суперлига     | 8     | 0    | 2     | 0     | –      | –      | 10    | 0    |
| Раннерс        | 2020/21    | Датская Суперлига     | 4     | 0    | 0     | 0     | –      | –      | 4     | 0    |
| Раннерс        | Итог       | Итог                  | 16    | 0    | 2     | 0     | –      | –      | 18    | 0    |
| Валюр (аренда) | 2020       | Лучшая лига           | 5     | 0    | 0     | 0     | –      | –      | 5     | 0    |
| Хобро          | 2021/22    | Первый дивизион Дании | 12    | 4    | 0     | 0     | –      | –      | 12    | 4    |
| Ольборг        | 2021/22    | Датская Суперлига     | 16    | 3    | 0     | 0     | –      | –      | 16    | 3    |
| Ольборг        | 2022/23    | Датская Суперлига     | 4     | 0    | 1     | 0     | –      | –      | 5     | 0    |
| Ольборг        | Итог       | Итог                  | 20    | 3    | 1     | 0     | –      | –      | 21    | 3    |
| Стабек         | 2023       | Элитсерия             | 14    | 5    | 3     | 3     | –      | –      | 17    | 8    |
| Будё-Глимт     | 2024       | Элитсерия             | 23    | 12   | 1     | 0     | 15     | 9      | 39    | 21   |
| Общий итог     | Общий итог | Общий итог            | 90    | 24   | 7     | 3     | 15     | 9      | 112   | 36   |

1. ↑  Включая Кубок Дании, Кубок Норвегии
2. ↑  5 матчей и 2 гола в Лиге чемпионов, 10 матчей и 7 голов в Лиге Европы

## Достижения
«Раннерс»
- Обладатель Кубка Дании: 2020/21

«Будё-Глимт»
- Чемпион Норвегии: 2024